# Golfe de Cagliari

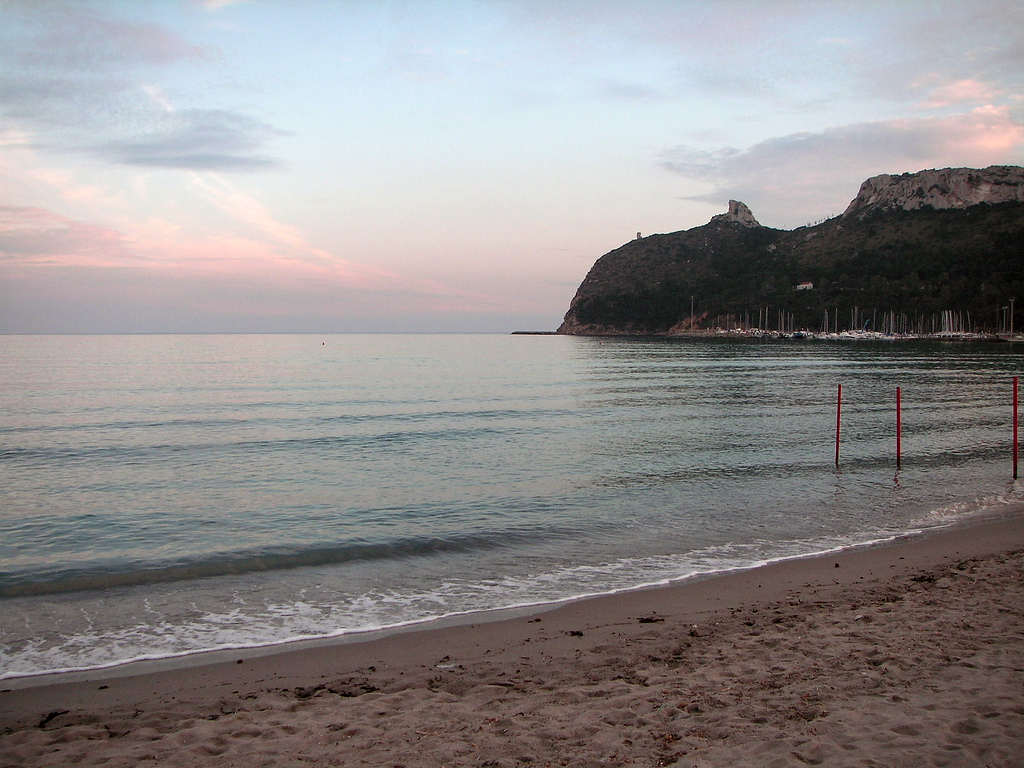
Sella del Diavolo (Selle du Diable), promontoire vu depuis Poetto, plage près de Cagliari.

Le golfe de Cagliari (en italien : Golfo di Cagliari), aussi connu comme le golfe des Anges (Golfo degli Angeli), est un golfe d'Italie situé dans la mer Méditerranée, près de la ville de Cagliari, sur la côte sud de la Sardaigne.

## Géographie
Le cap Carbonara délimite l'est du golfe.
Les principales communes du golfe comprennent:
- Domus de Maria,
- Pula,
- Villa San Pietro,
- Sarroch,
- Capoterra,
- Quartu Sant'Elena,
- Sinnai et
- Villasimius.

La plage la plus importante est celle du Poetto, près de Cagliari. La zone comprend de vastes zones humides appelées Stagni (singulier : Stagno (« étang »)) comme ceux de Capoterra, de Cagliari et de Molentargius ainsi que l'important site archéologique de Nora.

## Histoire
Lors de l'exercice interallié de l'OTAN Brilliant Mariner, du 25 septembre au 6 octobre 2013, le chasseur de mines français Capricorne localisa, dans un chenal menant au port de Cagliari, 17 flotteurs de mine à orin plongés entre 45 et 50 mètres de profondeur datant probablement de la Seconde Guerre mondiale.

## Activités
Le Golfe de Cagliari comporte quelques uns des plus panoramiques parmi l'éventail des sentiers de randonnée en Sardaigne, mais il faut sortir de la ville pour y accéder.